# Oberteil einer Statue König Thutmosis’ III. (KHM 70)
Das Oberteil einer Statue König Thutmosis’ III. (KHM 70) befindet sich in der Ägyptisch-Orientalischen Sammlung des Kunsthistorischen Museum (KHM) in Wien und stellt den altägyptischen König (Pharao) Thutmosis III. aus der 18. Dynastie des Neuen Reichs dar. Die Zuweisung erfolgt aufgrund der Ähnlichkeit der Gesichtszüge mit gesicherten Bildnissen dieses Königs. Es gibt zwar auf dem Rest des Rückenpfeilers auch Hieroglyphen mit dem Anfang des Königsnamens, diese reichen aber zur eindeutigen Bestimmung nicht aus.
Thutmosis III. war eine der bedeutendsten Herrschergestalten Ägyptens. Zunächst wurde er von seiner Stiefmutter und Tante Hatschepsut als eigentlicher Herrscher zurückgedrängt, führte aber nach deren Tod durch militärisches Geschick Ägypten zu einem Weltreich, dessen Einfluss vom Sudan bis an den Euphrat reichte.

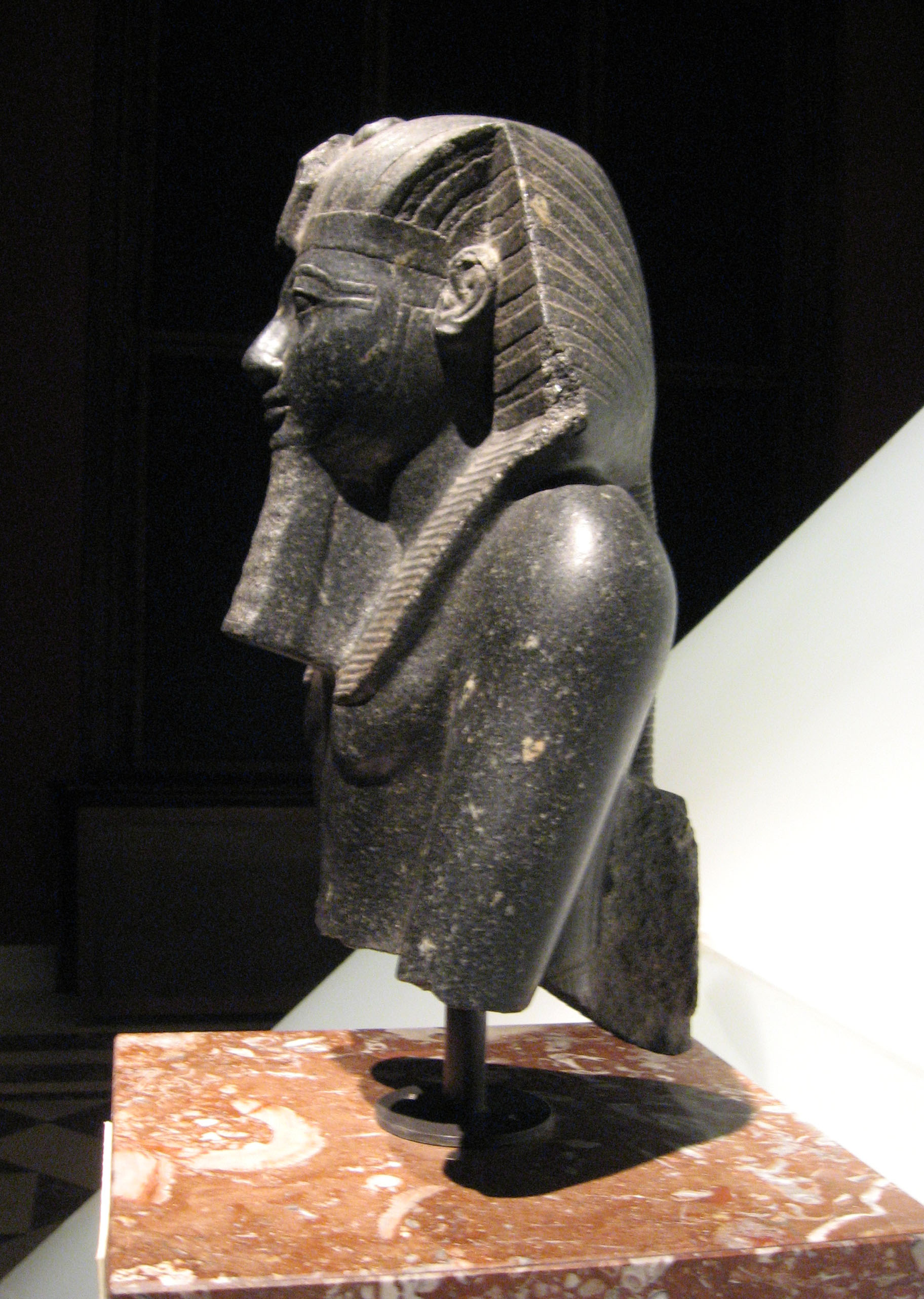
Seitenansicht

Da nur noch das Oberteil der Statue erhalten ist, kann nicht eindeutig auf die Haltung der ursprünglichen Statue geschlossen werden. Die leicht nach vorne geschwenkten Oberarme und der Ansatz einer leichten Beuge am linken Arm weisen womöglich darauf hin, dass die Statue ursprünglich kniete und mit jeder Hand ein kugeliges Gefäß als Opfer darbot. Unterhalb des nackten Oberkörpers trug der König zweifellos den kurzen Zeremonialschurz der Pharaonen. Zum königlichen Ornat gehörten auch das Nemes-Kopftuch, die aufgebäumte Uräusschlange an der Stirn und der künstliche Bart.
Helmut Satzinger bemerkt zur Wirkung des Werks:

„Dieses Werk ist durch seine Idealisierung, die Eleganz der Darstellung, die hervorragende Materialverarbeitung, vor allem aber durch die Persönlichkeit, die darin ihren Ausdruck findet, geradezu ein Paradebeispiel ägyptischer Königsskulptur. Die durchgeformte Plastizität des Gesichtes - eines typischen „Thutmosidengesichtes“, wie es die Portraits der Herrscher der frühen 18. Dynastie offensichtlich aufgrund großer Familienähnlichkeiten zeigen - wird noch durch die plastischen Schminkstriche an Augen und Brauen, durch den breiten, detailliert gestalteten Zeremonialbart sowie durch das kanonische Kopftuch, den nemes, gehoben.“

Damit schließt die Plastik des frühen Neuen Reiches nicht an die ausdrucksstarke, realistische Gestaltung des Mittleren Reichs an, wie sie etwa der Kopf eines Sphinx Sesostris’ III. (12. Dynastie) zeigt, sondern an deren Vorläufer, die von verbindlicherer Art sind: Insbesondere die königliche Plastik ist durch den Ausdruck einer inneren Ruhe, fast einer abgeklärten Heiterkeit charakterisiert, der Würde eines Herrschers angemessen, der Gott auf Erden verkörpert.